# Feistritz bei Anger
Feistritz bei Anger ist eine ehemalige Gemeinde mit 1069 Einwohnern (Stand: 1. Jänner 2014) im Bezirk Weiz des österreichischen Bundeslandes Steiermark. Seit 2015 ist sie im Rahmen der Gemeindestrukturreform in der Steiermark mit der Marktgemeinde Anger zusammengeschlossen, die neue Gemeinde führt den Namen Anger weiter.

## Geografie

### Geografische Lage
Feistritz bei Anger liegt an der Feistritz, etwa 35 km nordöstlich von Graz, 10 km östlich der Bezirkshauptstadt Weiz und 10 km westlich vom Stubenbergsee.

### Katastralgemeinden
Der Ortsteil besteht aus folgenden beiden Katastralgemeinden und gleichnamigen Ortschaften (Einwohnerzahl Stand 1. Jänner 2024):
- Oberfeistritz (Oberfeistritz, Oberfeistritz Nord, Külml); 760 Einwohner; 360,13 Hektar
- Viertelfeistritz (Hart-Puch, Hart, Harterberg, Trog, Torbauern, Gschnaidt); 290 Einwohner; 450,33 Hektar

## Geschichte
Der Ortsname geht auf urslawisch *Bystrica (Wildbach, Bach mit klarem Wasser) zurück.
Feistritz bei Anger ist 1952 durch die Zusammenlegung der Ortsgemeinden Oberfeistritz und Viertelfeistritz entstanden.

### Bürgermeister der Gemeinde seit 1952
- 1952–1965 ÖK-Rat. Valentin Wiener (ÖVP)
- 1965–1986 Karl Schloffer (ÖVP)
- 1986–2000 Franz Glößl (ÖVP)
- 2000–31. Dezember 2014 Franz Neuhold (fraktionsfrei)

### Wappen
Die Verleihung des Gemeindewappens erfolgte mit Wirkung vom 1. August 1979.
Blasonierung:
„Über silbernem Schildfuß mit einem wachsenden schwarzen Viadukt von drei Bogenfeldern, in Rot ein silberner Schräglinksbalken, aus dem rechts aufwärts in Silber die Krümme eines Bischofstabes mit eingeschriebenem Ulrichskreuz, links abwärts in Silber eine Rose mit Kelchblättern wächst.“

## Kultur und Sehenswürdigkeiten

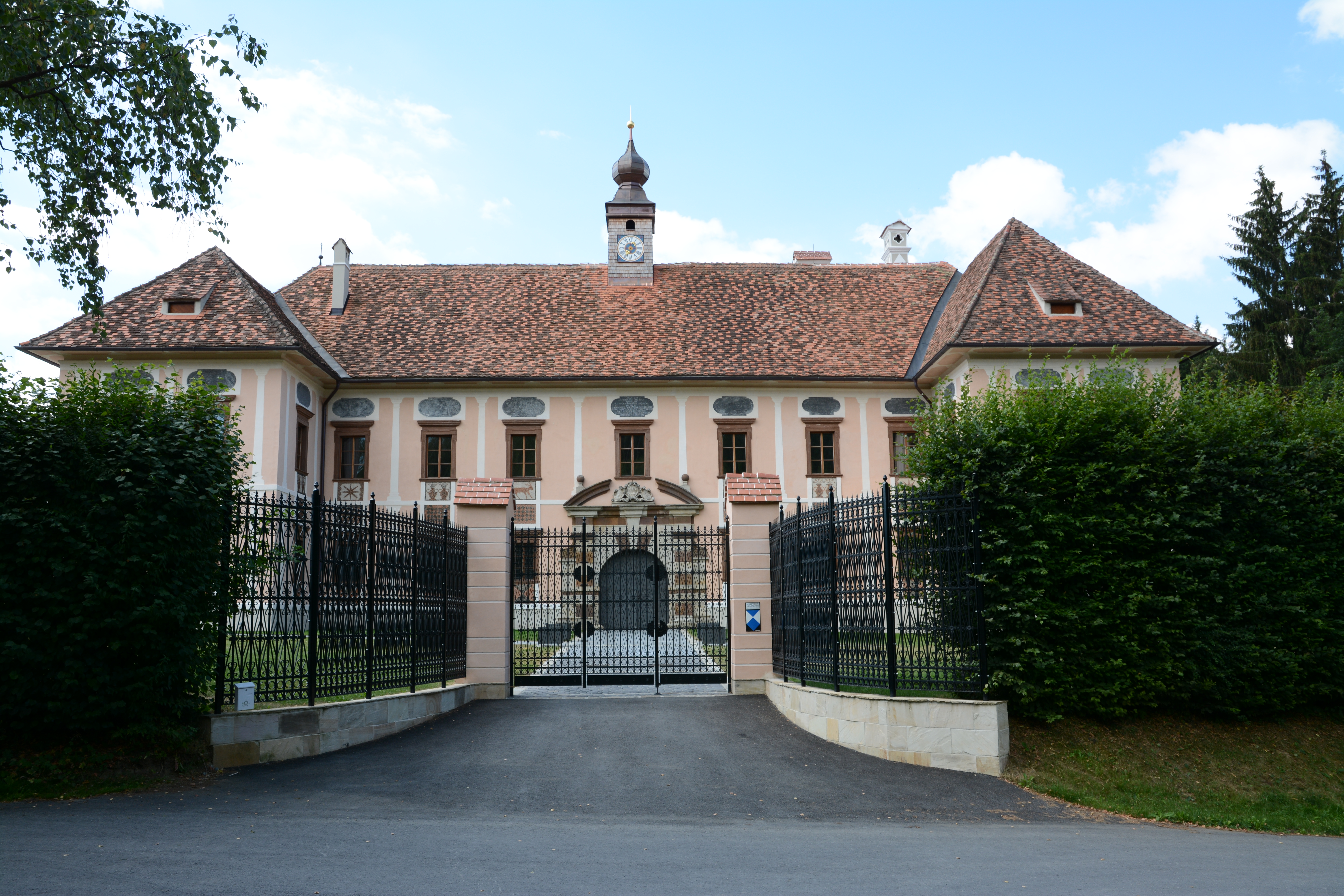
Schloss Külml

- Schloss Külml: 1650–1782 Sommersitz der Augustinerchorherren vom Stift Pöllau, von Propst Michael Josef Maister 1688 bis 1698 als Landschloss umgebaut. 1782 säkularisierter Staatsbesitz, seit 1800 wechselnde Privateigentümer
- St.-Ulrichs-Kirche am Külml
- Austrojanisches Pferd, ein 18 Meter hohes und 100 Tonnen schweres begehbares Holzpferd[5]
- Kunstobjekte im Saubauch – kulturinitiative: saubachkult.komm
- Haltestelle Kunsthaus

### Vereine
- Feistritz kreAktiv
- Feistritzer Sängerrunde
- Feistritz Tennis
- Freiwillige Feuerwehr Oberfeistritz
- Freiwillige Feuerwehr Viertelfeistritz
- Freizeitclub HSV Harter Sportverein
- Union Sportverein Feistritz bei Anger

### Freizeitangebote
- Feistritztal-Radweg R8
- Feistritztalbahn

## Wirtschaft und Infrastruktur

### Verkehr
Durch Feistritz bei Anger verläuft die Weizer Straße B 72 von Graz nach Krieglach und die Feistritztalbahn von Weiz nach Birkfeld.

### Ansässige Unternehmen
Vorwiegend landwirtschaftliche Betriebe (Obst, Milch, Mais, Getreide etc.)

## Persönlichkeiten

### Ehrenbürger
- 1983: Josef Krainer (1930–2016), Landeshauptmann

### Söhne und Töchter der Gemeinde
- Ferdinand Berger (1851–1925), Politiker der CS
- Josef Hollersbacher (1879–1951), Politiker der CS
- Hugo Dornhofer (1896–1977), Politiker der CDU
- Fritz Hakl (1932–2012), Kammerschauspieler
- Neodisco, österreichische Hip-Hop Band
- Barbara Dunst (* 1997), Fußballspielerin bei Eintracht Frankfurt (seit 2019) und der Österreichischen Fußballnationalmannschaft der Frauen